# Chaudière-Appalaches
Chaudière-Appalaches är en administrativ region i provinsen Québec i Kanada. Den ligger på Saint Lawrenceflodens sydsida, mellan regionerna Centre-du-Québec i väster och Bas-Saint-Laurent i nordost, samt Estrie i söder, Maine i USA i öster och Capitale-Nationale i nordväst. Den har fått namn efter floden Chaudière som rinner genom regionen från söder till norr, och efter Appalacherna som sträcker sig in i regionens södra del. Den består av nio sekundärkommuner (municipalités régionales de comté) och 136 primärkommuner. Den största staden är Lévis, som ligger där Chaudièrefloden rinner ut i Saint Lawrencefloden, mitt emot staden Québec.

## Naturgeografi

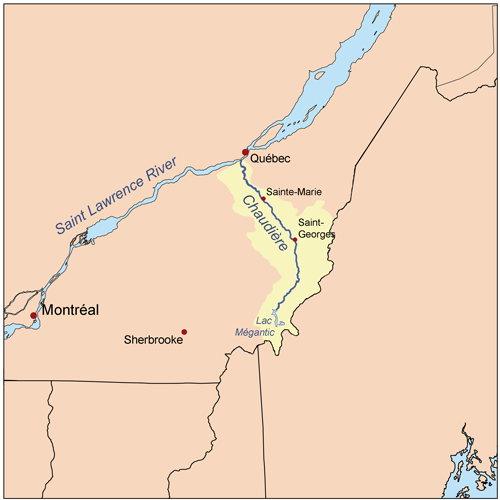
Chaudièreflodens avrinningsområde täcker en stor del av Chaudière-Appalaches.

### Sjöar och vattendrag
Två stora vattendrag präglar Chaudière-Appalaches: Chaudière som korsar regionen från söder till norr och Saint Lawrence som utgör dess norra gräns. Förutom dessa finns flera andra floder (bland annat Etchemin, Rivière du Sud och Grande Rivière Noire) men få stora sjöar.

### Terrängformer
Chaudière-Appalaches kan på naturgeografisk grund delas in i tre stora delar:
- Flodslätten runt Saint Lawrencefloden, som omfattar 20 % av regionens yta, och huvudsakligen ligger under 150 m ö.h.
- Chaudièreflodens avrinningsområde, som omfattar ungefär 44 % av ytan.
- Appalachernas högplatåer, som huvudsakligen ligger mellan 150 och 400 m ö.h., men med några toppar upp till 800 m ö.h.

### Klimat och vegetation
Trots kalla vintrar och riklig nederbörd är somrarna milda, vilket gynnar friluftslivet. Regionen täcks huvudsakligen av blandskog (74 % av ytan). Skogen är av tre olika typer: lönn och lind, lönn och gulbjörk samt ädelgran och gulbjörk.

## Näringsliv

### Naturresurser
Naturresurserna i Chaudière-Appalaches består av skog, stenmaterial såsom asbest, sand och grus, samt bördiga jordar. Den framgångsrika skogsindustrin producerar pappersmassa, ved och byggnadsvirke. Asbestgruvorna har sedan några år tillbaka drabbats av tillbakagång. Jordbruket är uppbyggt kring svinuppfödning och mjölkproduktion. Totalt finns cirka 6000 lantbruk med en sammanlagd areal på 508 000 hektar. Det gör att Chaudière-Appalaches är den näst viktigaste jordbruksregionen i Quebec, med 19 % av lantbruken och 18,5 % av bruttoinkomsten från jordbruk i provinsen.

### Viktiga industrier
Industrierna är främst baserade på jordbruk, petrokemi, metallurgi, textilindustri och lönnsirapsprodukter.

## Sekundärkommuner
- Beauce-Centre (centralort Beauceville)
- Beauce-Sartigan (centralort Saint-Georges)
- Bellechasse (centralort Saint-Lazare-de-Bellechasse)
- La Nouvelle-Beauce (centralort Sainte-Marie)
- Les Appalaches (centralort Thetford Mines)
- Les Etchemins (centralort Lac-Etchemin)
- L'Islet (centralort Saint-Jean-Port-Joli)
- Lotbinière (centralort Saint-Apollinaire)
- Montmagny (centralort Montmagny)
- Lévis (stad med sekundärkommunala befogenheter)

## Artikelursprung
Den här artikeln är helt eller delvis baserad på material från franskspråkiga Wikipedia.